# 中山書院
中山書院是中山陵內孫中山紀念館西側的一個建築，原本為總理陵園管理委員會辦公舊址，1995年3月12日改建為中山書院。中山書院主要舉辦孫文紀念活動以及相關學術交流。中山書院是一個兩層樓的仿古建築，建築面積2800多平方米，一樓藏有與孫文有關的各類著作，二樓為會議接待廳。